# Linker St. Pöltner Mühlbach
Der Linke St. Pöltner Mühlbach ist ein Mühlkanal der Traisen in St. Pölten in Niederösterreich. Er wird bei Spratzern aus der Traisen ausgeleitet und fließt bei Traismauer wieder in die Traisen ein.
Er durchfließt dabei die städtischen Gebiete von St. Pölten und streift sogar die Altstadt. Größere Bedeutung kommt ihm im Norden von St. Pölten und in Viehofen zu, wo er die ansässigen Industriebetriebe mit Wasser und Energie versorgt. Ein Teil des Mühlbaches wird bei Herzogenburg zur Traisen abgeleitet, der verbliebene Mühlbach verläuft zu weiteren Betrieben im westlichen Traisental, etwa zur Marienmühle, zur Fräuleinmühle oder zur Gutschermühle in Traismauer. Zubringer zum Mühlbach sind der Nadelbach, der in St. Pölten einfließt, und das Marktwasser, ein Nebenarm der Donau, das nach Errichtung des Kraftwerks Altenwörth nun vom Mühlbach aufgenommen wird und in Traisen abfließt.
Das Einzugsgebiet des linken St. Pöltner Mühlbaches umfasst 89,5 km² in weitestgehend offener Landschaft.